# Richard Jones (Komponist)
Richard Jones (* im späten 17. Jahrhundert; † 20. Januar 1744 in London) war ein englischer Violinist und Komponist des Spätbarock.

## Leben
Richard Jones war nach Aussagen des Musikkritikers John Hawkins bereits vor 1723 Orchestermitglied am Theatre Royal Drury Lane in London. Ab 1730 übernahm er in Nachfolge von Giovanni Stefano Carbonelli die Position des Konzertmeisters. Als Violinist war er bekannt für seine Verzierungstechnik im italienischen Stil und seine Doppelgrifftechnik. Er betätigte sich als Violinlehrer, der Komponist Michael Christian Festing wird zu seinen Schülern gezählt.

## Werke (Auswahl)
Bühnen- und Vokalwerke
- Apollo and Daphne, Maskerade (1725, Musik verschollen)
- The Miser, Pantomime (1726, Musik verschollen; lediglich ein Klavierauszug ist vorhanden)
- The Mock Doctor, Ballettoper (1732, Musik verschollen)
- Hymen’s Triumph, Pantomime (1737, Musik verschollen)
- While in a Lovely Rurall Seat, Kantate (1720)

Instrumental
- 6 Suites or Setts of Lessons für Cembalo (1732)
- 8 Chamber Air’s für Violine und Basso continuo, op. 2 (1735)
- 6 Suites of Lessons für Violine und Basso continuo, op. 3 (1741)

## Diskografie (Auswahl)
- 6 Suites or Sets or Lessons for the Harpsichord, Cembalo, Mitzi Meyerson; Label: Glossa
- Chamber Airs for a Violin (and Thorough Bass) op. 2,  Kreeta-Maria Kentala (Violine), Lauri Pulakka (Cello), Mitzi Meyerson (Cembalo); Label: Glossa